# CJ E&M
씨제이이앤엠 주식회사 영어: (구) CJ E&M Corporation, 상표: (구) CJ E&M - CJ Entertainment & Media CJENM - (현) CJ Entertainment N Media는 대한민국의 없어진 서비스 기업이다.
2010년 9월 15일 ㈜씨제이오쇼핑의 미디어사업부문을 인적분할하여 ㈜오미디어홀딩스(영어: O Media Holdings Corporation)로 설립하였다. 같은 해 10월 15일 한국거래소 코스닥증권시장에 상장하였으며 2011년 1월 20일에 씨제이이앤엠 주식회사로 상호 변경하였다.
2011년 3월 1일 CJ그룹 내 미디어 계열 5개사 ㈜온미디어, 씨제이미디어㈜, 씨제이인터넷㈜, 엠넷미디어㈜, 씨제이엔터테인먼트㈜를 인수 합병하였다. 인수 합병 이후에 방송, 게임, 영화, 음악/공연/온라인 4개 사업 부문으로 다각화하여 종합적인 미디어, 엔터테인먼트 사업을 영위하였다.
2018년 7월 1일에 ㈜씨제이오쇼핑에 피흡수합병되어 사라졌으며, 기존 사업은 씨제이오쇼핑이 상호 변경한 ㈜씨제이이엔엠(CJ ENM)을 통해 이어졌다.

## 지배 구조
대표이사 2명과 사외이사 3명, 이미경 씨제이㈜ 부회장을 비롯한 미등기 임원 25명이 재직하고 있으며 CJ E&M의 총괄부회장직을 맡고 있는 이미경 부회장이 경영에 상당한 영향력을 행사며 사실상 총괄하고 있다.

## 사업 영역
2011년 3월 1일 CJ그룹의 미디어 계열 5개사를 인수 합병한 이후 방송, 게임, 영화, 음악 등 부문으로 편성하였다.
음악 사업(CJ E&M 음악콘텐츠부문), 컨벤션 사업(CJ E&M 컨벤션사업본부), 공연 사업(CJ E&M 공연사업본부), 애니메이션 사업(CJ E&M 애니메이션사업본부), 마케팅 사업(CJ E&M 미디어솔루션부문) 등을 진행하였다.

### 방송 사업
- CJ E&M 미디어콘텐츠부문(영어: CJ E&M Media Content Division)는 CATV, IPTV, 위성방송, 온라인 등을 통해 방송 채널 및 방송콘텐츠를 서비스 하고 있다.

#### 현재 채널
- OCN : JUST FOLLOW STORY NO.1 (영화 채널)
- OCN Movies : 인생 영화 STORY NO.1 (영화 채널)
- OCN Movies 2 : 한국 영화 STORY NO.1 (영화 채널)
- 캐치온 1 : 최신 영화 채널 (영화 채널)
- 캐치온 2 : 다양성 영화 채널 (영화 채널)
- tvN : NO.1 K-콘텐츠 채널 즐거움엔 (종합 드라마, 예능 채널)
- tvN DRAMA : 믿고 보는 즐거움엔 (드라마 채널)
- tvN SHOW : 빠져드는 즐거움엔 (예능 채널)
- tvN STORY (교양 채널)
- tvN SPORTS : 짜릿한 즐거움엔 (스포츠 채널)
- Mnet : GLOBAL MUSIC NETWORK (음악 채널)
- 투니버스 : 우리들의 (어린이·애니 채널)
- 중화TV : 차이나는 즐거움 (중국 전문 채널)

### 영화 합병
CJ E&M 영화사업부문(영어: CJ E&M Film Business Division), CJ엔터테인먼트 이전 CJ ENM 이후 변경 등의 상표로 활동하며 영화 및 비디오의 투자, 제작 및 배급과 공연의 투자, 제작 및 기획 등을 하였다.

## 같이 보기
- CJ E&M 소속 연예인 목록
- CJ E&M 소속 방송 제작 인력 목록
- 제이에스픽쳐스

### 드라마 기획 및 제작
- 2024년 8월 12일: KBS X CJENM KBS 본사 공동 설립

## KBS 애니메이션
- 쿵야쿵야 KBS CJ ENM (구) CJ 인터넷 쏘울크리에이티브 (구) 서울무비 넷마블 공동 제작
- 아스타를 향해 차구차구 CJ ENM 제작
- 파파독 CJ ENM 제작